# مارتن فريسي
مارتن فريسي (بالدنماركية: Martin Frese)‏ هو لاعب كرة قدم دنماركي في مركز الوسط، ولد في 4 يناير 1998 في الدنمارك في مملكة الدنمارك. لعب مع بولدكلوبن فرم.

## وصلات خارجية
- مارتن فريسي على موقع الاتحاد الأوربي (الإنجليزية)
- مارتن فريسي على موقع قاعدة بيانات كرة القدم.إي يو (الإنجليزية)
- مارتن فريسي على موقع Soccerway.com (الإنجليزية)